# Giuseppe Bertolotti
Giuseppe Giovanni Bertolotti (Cairo Montenotte, 4 febbraio 1842 – Altare, 23 marzo 1931) è stato un presbitero e teologo italiano.

## Biografia

### Le origini e la formazione
Apparentemente e l'importanza di tale origine sembra palesarsi in un episodio del 1852 quando, all'indomani di una celebrazione delle battaglie napoleoniche, il generale Alfonso La Marmora fu ospitato nella "stamberga" di una Tencalla non meglio specificata ma che nei fatti, non essendoci altre famiglie Tencalla a Cairo Montenotte, poteva essere solo la seconda moglie del suo nonno materno o la sorella di quest'ultima.
Iniziò gli studi al ginnasio inferiore presso i Padri Scolopi di Savona.  Inizia la carriera sacerdotale proseguendo gli studi presso il seminario di Acqui Terme (Alessandria), sede della diocesi.

### L'attività
A seguito di una ingente fortuna di dubbia provenienza (forse legata ad alcuni contatti con la duchessa di Galliera Maria Brignole Sale De Ferrari, moglie del Marchese De Ferrari) effettuò diversi investimenti in qualità di benefattore. Questa misteriosa fortuna lega il nome di monsignor Bertolotti ad alcune tesi riferite alla massoneria.
Nel paese di Altare (Savona), ove è sepolto, è stato parroco a partire dal 1869 sino alla sua morte nel 1931, fece dapprima ristrutturare e impreziosire la chiesa di San Rocco, poi in poco più di vent'anni per la sorella Enrichetta costruì Villa Agar, un monumentale edificio in stile liberty: fu edificata nel 1901 su progetto dell'architetto savonese Nicolò Campora. È attualmente sede di una casa di riposo per anziani. Per un'altra sorella Rosalia fece invece edificare Villa Rosa, sempre su progetto del Campora, struttura che negli anni novanta del secolo scorso fu acquisita dal Ministero ai beni culturali, restaurata e ad oggi sede del Museo del Vetro. Per Cesarina, terza sorella, fece erigere altro palazzo, proprio di fronte alla chiesa parrocchiale di Sant’Eugenio.
A lui è attribuibile pure la costruzione di edifici lungo la prestigiosa via Paleocapa di Savona. Durante la sua vita, effettuò diversi finanziamenti per la costruzione di un asilo infantile in paese, nonché finanzierà anche la costruzione dell'Osservatorio meteorologico e sismico, collocato nella Fortezza di Altare, che entrerà in funzione il 1º aprile 1899.

## Saggi
- Pater, Ave, Gloria: il Santissimo Rosario nelle encicliche e nei carmi della Santità di Leone XIII, 1899
- Fatti storici applicati alla Dottrina Cristiana, 1892
- Voci di vita ed esempi
- Silloge Casuum
- Statistica ecclesiastica d'Italia, 1885
- Il Parroco italiano ne' suoi rapporti colle leggi dello Stato, 1910
- Casus conscientiae praesertim de re morali et liturgica, 1887